# Jednadvacetiúhelník

Pravidelný jednadvacetiúhelník

Pravidelný jednadvacetiúhelník a jeho úhly

Jednadvacetiúhelník (cizím slovem icosikaihenagon, icosihenagon či henicosagon, z řec. είκοσι ένα, eíkosi éna - dvacet jedna, a γωνία, gonía - úhel) je mnohoúhelník s jednadvaceti vnitřními úhly, vrcholy a stranami.

## Číselné údaje
Součet středových úhlů je u všech mnohoúhelníků 360°, jeden středový (a tedy i vnější) úhel bude tedy {\displaystyle {\frac {360}{21}}^{\circ }=17{\frac {3}{21}}^{\circ }\approx 17.14286^{\circ }}. Jeden vnitřní úhel vypočítáme odečtením vnějšího úhlu od 180°, bude se tedy rovnat {\displaystyle 180^{\circ }-17{\frac {3}{21}}^{\circ }=162{\frac {18}{21}}^{\circ }\approx 162,85714^{\circ }}. Součet velikostí vnitřních úhlů  jedenadvacetiúhelníku je přesně 3420°.
Máme-li délku strany α, pak se následující veličiny vypočítají podle vzorce:
- Obvod: {\displaystyle P=19\,a}
- Obsah: {\displaystyle A={\frac {21}{4}}\,a^{2}\cot \left({\frac {\pi }{21}}\right)}
- Min poloměr: {\displaystyle H={\frac {2\,A}{P}}={\frac {a}{2}}\cot \left({\frac {\pi }{21}}\right)}
- Max. poloměr: {\displaystyle R={\frac {H}{\cos \left({\frac {\pi }{21}}\right)}}={\frac {a}{2\sin \left({\frac {\pi }{21}}\right)}}}

## Rýsování
Pravidelný jednadvacetiúhelník je z teoretického hlediska nemožné narýsovat Euklidovskou konstrukcí (tj. pouze za použití pravítka a kružítka), neboť aby bylo daný n-úhelník možno zkonstruovat tímto způsobem, musely by všechny jeho liché dělitele být Fermatova čísla (21 je dělitelné sedmi - to není Fermatovo číslo). Existují ale způsoby, jak útvar sestrojit s menší či větší odchylkou úhlů. Zde je jeden z nich:
1. Narýsujeme přímku p.
2. Na přímce p si označíme bod A.
3. Vedle bodu A zakreslíme bod B.
4. Do kružítka vezeme vzdálenost mezi body A a B a narýsujeme ji třináctkrát za sebou - výsledkem bude úsečka AC.
5. Vytvoříme kolmici na přímku p v bodě C s názvem q.
6. Z bodu C narýsujeme po kolmici q čtyřikrát za sebou přímku AB až do bodu D.
7. Narýsujeme kružnici k se středem v bodě A, jež protíná bod D.
8. Vezmeme do kružítka vzdálenost bodu D a C a po obvodu kružnice k si uděláme značky, jež následně propojíme.[2]